# Migliori prestazioni europee nei 2000 metri piani
La lista delle migliori prestazioni europee nei 2000 metri piani, aggiornata periodicamente dalla World Athletics, raccoglie i migliori risultati di tutti i tempi degli atleti europei nella specialità dei 2000 metri piani.

## Maschili outdoor

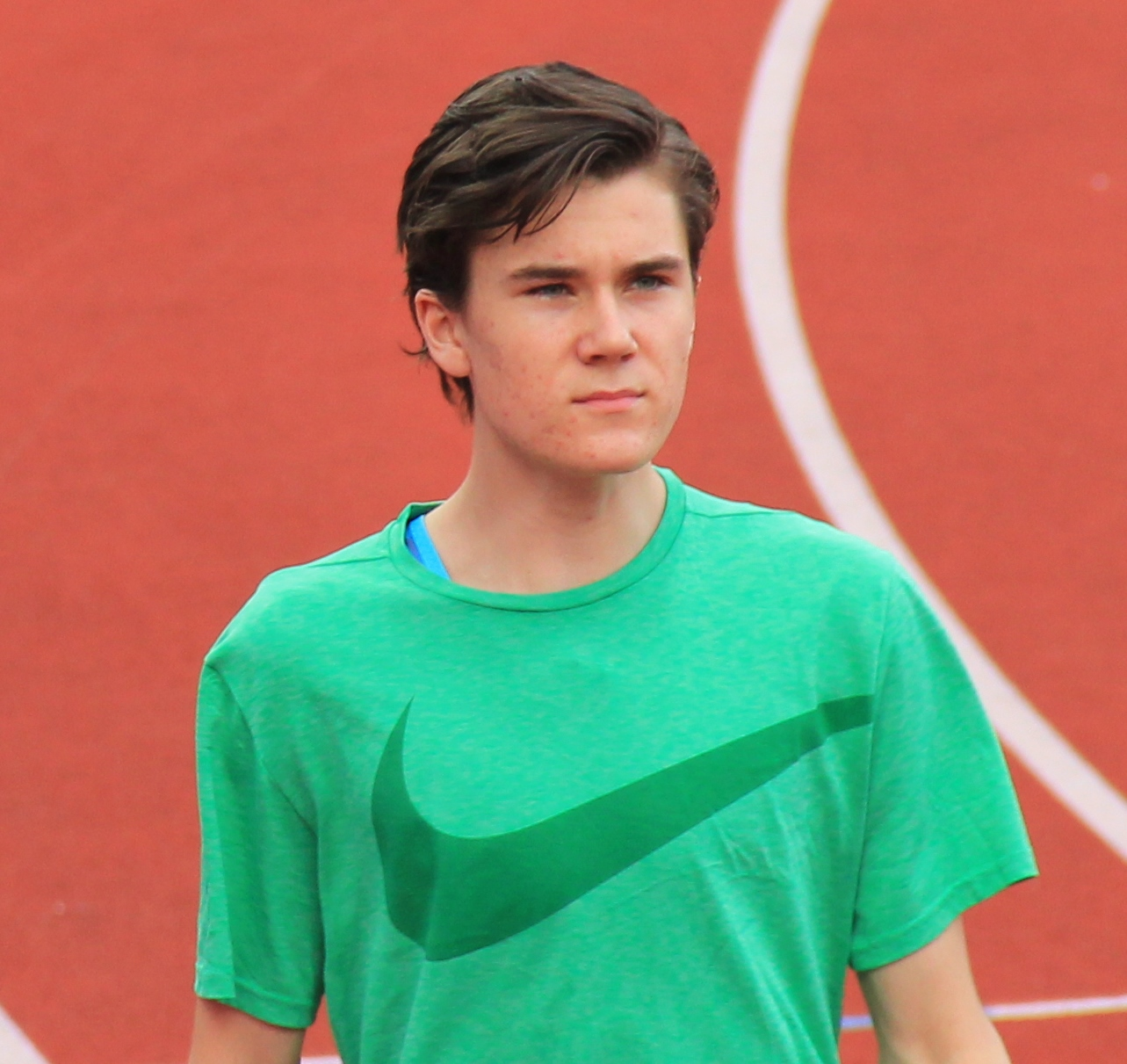
Jakob Ingebrigtsen, detentore del record europeo dei 2000 m

Statistiche aggiornate al 17 giugno 2022.
|     | Tempo   | Atleta              | Luogo      | Data              |
| --- | ------- | ------------------- | ---------- | ----------------- |
| 1.  | 4'50"01 | Jakob Ingebrigtsen  | Oslo       | 11 giugno 2020    |
| 2.  | 4'51"39 | Steve Cram          | Budapest   | 4 agosto 1985     |
| 3.  | 4'52"20 | Thomas Wessinghage  | Ingelheim  | 31 agosto 1982    |
| 4.  | 4'52"40 | José Manuel Abascal | Santander  | 7 settembre 1986  |
| 5.  | 4'52"82 | Peter Elliott       | Losanna    | 15 settembre 1987 |
| 6.  | 4'53"06 | Jack Buckner        | Losanna    | 15 settembre 1987 |
| 7.  | 4'53"12 | Mehdi Baala         | Strasburgo | 23 giugno 2005    |
| 8.  | 4'53"69 | Gary Staines        | Losanna    | 15 settembre 1987 |
| 9.  | 4'53"72 | Henrik Ingebrigtsen | Oslo       | 11 giugno 2020    |
| 10. | 4'54"46 | Pierre Délèze       | Losanna    | 15 settembre 1987 |

## Femminili outdoor

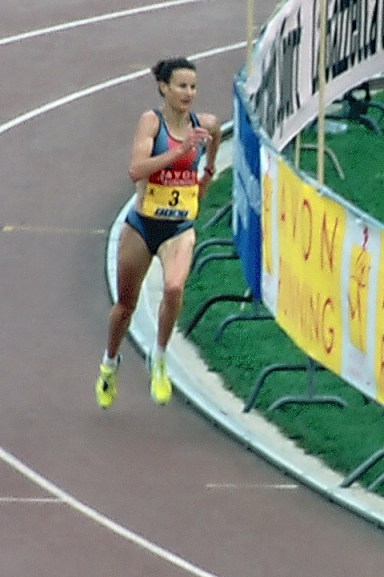
Sonia O'Sullivan, detentrice del record europeo dei 2000 m

Statistiche aggiornate al 17 giugno 2022.
|     | Tempo   | Atleta                    | Luogo     | Data              |
| --- | ------- | ------------------------- | --------- | ----------------- |
| 1.  | 5'25"36 | Sonia O'Sullivan          | Edimburgo | 8 luglio 1994     |
| 2.  | 5'26"93 | Yvonne Murray             | Edimburgo | 8 luglio 1994     |
| 3.  | 5'28"69 | Maricica Puică            | Londra    | 11 luglio 1986    |
| 4.  | 5'28"72 | Tat'jana Kazankina        | Mosca     | 4 agosto 1984     |
| 5.  | 5'29"64 | Tetyana Pozdnyakova       | Mosca     | 4 agosto 1984     |
| 6.  | 5'30"19 | Zola Budd                 | Londra    | 11 luglio 1986    |
| 7.  | 5'30"92 | Galina Zakharova          | Mosca     | 4 agosto 1984     |
| 8.  | 5'31"03 | Gul'nara Samitova-Galkina | Soči      | 27 maggio 2007    |
| 9.  | 5'32"83 | Roberta Brunet            | Torino    | 14 settembre 1996 |
| 10. | 5'33"83 | Elvan Abeylegesse         | Istanbul  | 7 giugno 2003     |

## Maschili indoor

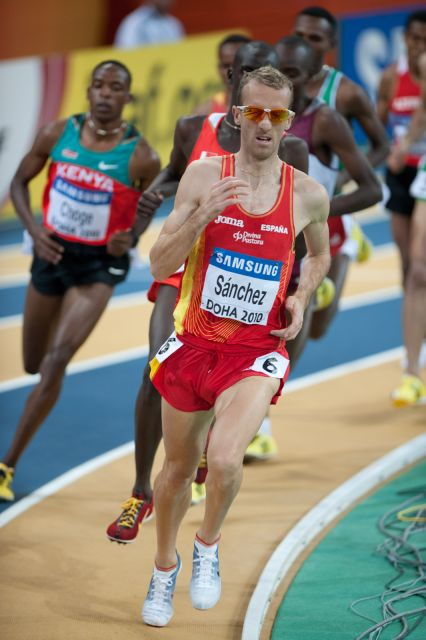
Sergio Sánchez, detentore del record europeo dei 2000 m indoor

Statistiche aggiornate al 17 giugno 2022.
|     | Tempo   | Atleta               | Luogo      | Data             |
| --- | ------- | -------------------- | ---------- | ---------------- |
| 1.  | 4'52"90 | Sergio Sánchez       | Oviedo     | 23 gennaio 2010  |
| 2.  | 4'54"07 | Eamonn Coghlan       | Inglewood  | 20 febbraio 1987 |
| 3.  | 4'56"23 | Jens-Peter Herold    | Karlsruhe  | 6 marzo 1993     |
| 4.  | 4'56"87 | Andrés Manuel Díaz   | Birmingham | 14 febbraio 1999 |
| 5.  | 4'57"09 | John Mayock          | Liévin     | 25 febbraio 2001 |
| 6.  | 4'57"22 | Azeddine Habz        | Liévin     | 17 febbraio 2022 |
| 7.  | 4'57"97 | Jimmy Gressier       | Liévin     | 17 febbraio 2022 |
| 8.  | 4'59"12 | Vyacheslav Shabunin  | Liévin     | 25 febbraio 2001 |
| 9.  | 4'59"84 | Bouabdellah Tahri    | Liévin     | 3 marzo 2006     |
| 10. | 4'59"93 | Maximilian Thorwirth | Liévin     | 17 febbraio 2022 |

## Femminili indoor

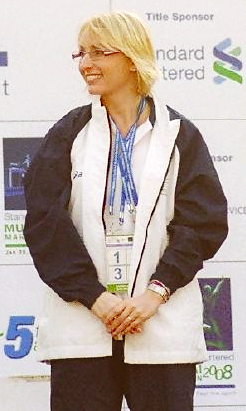
Gabriela Szabó, primatista europea indoor della specialità

Statistiche aggiornate al 17 giugno 2022.
|     | Tempo   | Atleta                 | Luogo        | Data             |
| --- | ------- | ---------------------- | ------------ | ---------------- |
| 1.  | 5'30"53 | Gabriela Szabó         | Sindelfingen | 8 marzo 1998     |
| 2.  | 5'37"34 | Fernanda Ribeiro       | Siviglia     | 28 febbraio 1996 |
| 3.  | 5'39"15 | Yelena Kanales         | Ekaterinburg | 7 gennaio 2006   |
| 4.  | 5'39"30 | Ol'ga Egorova          | Liévin       | 13 febbraio 2000 |
| 5.  | 5'39"36 | Violeta Beclea-Szekely | Liévin       | 13 febbraio 2000 |
| 6.  | 5'40"26 | Mariya Konovalova      | Ekaterinburg | 7 gennaio 2008   |
| 7.  | 5'40"75 | Elena Soboleva         | Ekaterinburg | 7 gennaio 2006   |
| 8.  | 5'40"86 | Yvonne Murray          | Birmingham   | 20 febbraio 1993 |
| 9.  | 5'40"95 | Yelena Zadorozhnaya    | Ekaterinburg | 7 gennaio 2008   |
| 10. | 5'41"10 | Elena Korobkina        | Ekaterinburg | 7 gennaio 2018   |